# 北投天寶聖道宮
北投天寶聖道宮位於台灣台北市幽雅路杏林巷5號，為主祀玉皇大帝之道教廟宇。該建物興建於1987年，今為位於台北北投區之仿古廟宇建築。另外，該廟宇的組織型態為管理人制，祭典日期則是每年農曆之十月十五。

## 沿革
創宮先人陳文忠住持原於1974年，自台北市永吉路自宅開基領旨，設家廟展開濟世助人志業，因香火愈加旺盛無法容納廣眾信徒，經玄天上帝傳達指示往北覓地建宮。約1954年覓至北投石壇山現址(又稱新北投山)，由釋迦佛祖點地後，開始籌備建宮事宜；之後常年香客參拜或自主朝山者絡繹不絕，至1987年又向台北市政府購地加建仿古廟宇建築的玉皇殿。

## 祀神

#### 開基殿
玉皇上帝大天尊、九天玄女、天上聖母、玄天上帝、關聖帝君、天官大帝、孔聖夫子、清水祖師、太子爺、司命灶君。
(龍)釋迦佛祖、九天玄女、玄天上帝、天上聖母、華陀神醫。
(虎)觀世音菩薩、孚佑帝君。
(尊)無無無至尊天公阿禡聖力。

#### 地王殿
地王至尊、地母至尊、註生娘娘、開漳聖王、太上老君、神農大帝、湄洲媽祖(+金水二大將)、文昌帝君、華陀神醫。(外) 九龍真主(真身)。

#### 玉皇殿
玉皇上帝大天尊、日侍、月侍、玄天上帝、司命灶君、瑤池老母、太陽星君、太陰星君、天官大帝、地官大帝、水官大帝、無極天王令牌。
(龍)西華無極聖母、女媧娘娘、驪山老母、地母至尊、九天玄女、地母令牌、三太子。
(虎)觀音佛祖、釋迦佛祖、千手佛祖、觀世音菩薩。

#### 其他
另設有龍壁、蓮花池、天馬池、五營、八角池、福德殿、孔子殿、樹王公、先天池、天玉寺等造景與建築

## 服務
- 濟世
- 開燈 ：安太歲、光明燈、元辰燈、孔子燈
- 拜斗：平安斗、諸神神斗
- 祭改：車關、火關、水關、刀關、小人關、五鬼關、家運關等
- 交換錢母

## 交通
駕駛汽機車可至幽雅路少帥禪園旁鐘鼓峒，依告示牌指示行駛約5分可到。
至捷運北投站或北投公園搭230、小25公車到北投文物館站下車，由站牌旁杏林巷鐘鼓峒依告示牌指示步行約15分可到。